# Лусил Хаџихалиловић
Лусил Емина Хаџихалиловић (фр. Lucile Hadzihalilovic; рођена 7. маја 1961) је француска књижевница и редитељка босанског порекла. Њени најзначајнији радови укључују кратки филм La Bouche de Jean-Pierre из 1996. и дугометражни филм Innocence, из 2004. године, за који је постала прва жена која је освојила годишњу награду Бронзаног коња на Међународном филмском фестивалу у Стокхолму за најбољи филм.

## Биографија
Хаџихалиловићева је рођена у Лиону 1961. године од родитеља босанских Југословена и одрасла је у Мароку до своје 17. године. Студирала је историју уметности и дипломирала је на престижној француској филмској школи Ла Фемис 1987. са кратким филмом La Premiere Mort de Nono.
Почетком 1990-их почела је да сарађује са познатим француским редитељем Гаспаром Ноеом. Монтирала је његов кратки филм Месо (1991) и његов наставак, дугометражни Сам против свих (1998), а заједно су основали продуцентску кућу. Ное је објаснио њихово окупљање као пословних партнера: „Открили смо да имамо заједничку жељу да филмове правимо нетипичнима и заједно смо одлучили да створимо своје друштво, како бисмо финансирали наше пројекте.“ Први пројекат, филм након њеног дипломирања, La Bouche de Jean-Pierre (1996), био је резултат овог заједничког напора. Хаџихалиловић је написала, монтирала, продуцирала и режирала филм, док је Ное радио као сниматељ. Филм је приказан током панела Un Certain Regard на Филмском фестивалу у Кану, као и изабран за разне друге значајне фестивале широм света. Хаџихалиловић је такође допринела сценарију Ноеовог критички подељеног филма Уђи у празнину (2009).